# Trentepohlia (Mongoma) spectralis
Trentepohlia (Mongoma) spectralis is een tweevleugelige uit de familie steltmuggen (Limoniidae). De soort komt voor in het Australaziatisch gebied.